# カービー・モロウ
カービー・モロウ (Kirby Morrow、1973年8月28日 - 2020年11月18日) は、カナダの俳優、コメディアンと作家。

## 出演作品

### アニメーション
- 犬夜叉 - 弥勒
  - 半妖の夜叉姫 - 弥勒（初代）
- X-メン:エボリューション
- ブレンパワード - ジョナサン・グレーン
- レゴ ニンジャゴー - コール

### 映画
- バービーのくるみ割り人形